# Steremnia pronophila
Steremnia pronophila är en fjärilsart som beskrevs av Felder 1867. Steremnia pronophila ingår i släktet Steremnia och familjen praktfjärilar. Inga underarter finns listade i Catalogue of Life.